# 邪惡數
在數論中，邪惡數（evil number）是一組非負的整數，其有著偶數個數字1於它的二進位表示法中。此名称显然是对英文“偶数”（even number）的戏仿。
前幾個邪惡數是:
0, 3, 5, 6, 9, 10, 12, 15, 17, 18, 20, 23, 24, 27, 29, 30, 33, 34, 36, 39 ...
這些數字在圖厄-摩爾斯數列給出了零值的位置。
不邪惡的數字被稱為可惡數。